# Edith Frank-Holländer
Edith Frank-Holländer (født Edith Holländer; 16. januar 1900, død 6. januar 1945) var tysk-jødisk og mor til Anne og Margot Frank.

## Baggrund
Hun blev født i Aachen i begyndelsen af 1900'erne og mødte Otto Frank i 1924. De blev gift den 12. maj 1925. Deres første datter, Margot, blev født i Frankfurt den 16. februar 1926, efterfulgt af Anne, født den 12. juni 1929.
Meget lidt er skrevet om Edith Hollander. Senere har man opdaget, at Otto Frank havde været dybt forelsket i en velstående ung kvinde i Frankfurt, men for hendes forældre var forholdet udelukket, med tanke på Otto Franks beskedne økonomi. Han var helt knust, og knyttede sig i stedet til Edith i et lidenskabsløst ægteskab. I et dagbognotat 8. februar 1944, senere fjernet af hendes far, reflekterede den 14-årige Anne over sine forældres ægteskab, der altid blev præsenteret for hende som "ideelt"; men hun anfører, at hun kender til "en ting eller to" om sin fars fortid, og forestiller sig, ikke ueffent, at "han afgjorde, at hun var den rigtige at gifte sig med". Pigen udtrykker videre beundring for sin mor for at have affundet sig med den situation. "Far er ikke forelsket, han kysser hende som han kysser os." Anne trækker også den slutning, at hendes mor, "på grund af sit store offer er blevet hård og ubehagelig mod sine omgivelser og dermed driver længre og længre væk fra kærlighedens sti." Anne skriver, at det var svært at se moren elske sin mand højere end nogen anden uden at den kærlighed blev gengældt. Burde hun ikke derfor have ondt af sin mor og hjælpe hende og sin far? Nej, afgør hun, for hendes mor har aldrig fortalt Anne om sig selv, ejheller har Anne bedt hende om gøre det. Her beskrives tværtimod en tavshed mellem halvt fremmede. "Jeg er ude af stand til at tale med hende, jeg kan ikke se kærligt ind i hendes kolde øjne...Hvis hun bare havde udvist sider af en forstående mor, enten ømhed eller venlighed, eller tålmodighed eller noget andet, ville jeg prøve at nå frem til hende." I stedet fandt Anne sig selv mere og mere ude af stand til at holde af sin mors "ufølsomme natur og hånlige fremtræden." 

## Krigen
I 1940 havde nazisterne invaderet Holland og begyndte deres forfølgelse af landets jøder. Ediths børn blev udvist fra skolen for at være jødiske, og hendes mand var nødt til at fratræde sin virksomhed.
I to år skjulte familien Frank sig i et baghus i Amsterdam sammen med fire andre. Om formiddagen mellem klokken ti og halv elleve den 4. august 1944 stormede politiet ind i huset, hvor familien skjulte sig. De havde i noget tid før modtaget et anonymt tip om, at jøder lå i dækning i bygningen. Familien blev sendt til opsamlingslejren Westerbork.
Den 3. september 1944 blev de transporteret til Auschwitz-Birkenau. Efter ankomsten blev familien adskilt, og så aldrig hinanden igen. Døtrene Anne og Margot blev sendt vestpå til koncentrationslejren Bergen-Belsen i oktober, og ankom til lejren i november.
Edith Frank var den første i familien, der døde. Hun døde af udmattelse og sult blot 10 dage før sin fødselsdag. 21 dage senere blev lejren befriet af sovjetiske styrker. Hendes to døtre Anne og Margot døde i Bergen-Belsen af tyfus. Hendes mand, Otto Frank, var den eneste overlevende af de otte, der havde skjult sig i baghuset. I 1947 offentliggjorde Otto Frank en forkortet og censureret udgave af sin yngste datters dagbog. 